# ザ・ハリウッド (2013年の映画)
『ザ・ハリウッド』（原題：The Canyons）は、2013年のアメリカ合衆国の映画。
DVD邦題は『ザ・ハリウッド セックスと野望』。

## 出演
- タラ：リンジー・ローハン
- クリスチャン：ジェームズ・ディーン
- ライアン：ノーラン・ジェラード・ファンク
- ジーナ：アマンダ・ブルックス
- ：テニル・ヒューストン
- キャンベル医師：ガス・ヴァン・サント

## スタッフ
- 監督：ポール・シュレイダー
- 脚本：ブレット・イーストン・エリス
- 製作：ブラクストン・ポープ
- 音楽：ブレンダン・カンニング
- 撮影：ジョン・ディファジオ
- 編集：ティム・シラーノ
- プロダクション・デザイン：ステファニー・ゴードン